# Davor Dujmović
Davor Dujmović (20. září 1969, Sarajevo – 31. května 1999, Novo Mesto, Slovinsko) byl srbský herec.

## Životopis
Ještě jako dítě měl ve zvyku po škole se zastavit u otce, který tehdy pracoval jako soukromník na tržišti. V době, kdy chodil do druhé třídy nižší hudební školy, chodíval do jedné restaurace s otcem. Jednou se tam náhodou objevil Emir Kusturica. Emir se Davorova otce zeptal, zda by jeho syn chtěl jít na konkurz filmu Otec na služební cestě. Otec i Davor souhlasili. Davor tento konkurz vyhrál. Po tomto filmu se rozhodl, že se přihlásí na filmovou akademii. Nepřijali ho a pak už se nepokoušel. V sedmnácti letech hrál ve filmu Dům k pověšení. V tomto filmu hrál Roma Perchana a je to jeho nejznámější a nejvýznamnější role. Po tomto filmu ho kritici přirovnávali k Dustinu Hoffmanovi.[zdroj?]
Na konci 80. let účinkoval v komediálním seriálu TV Sarajevo s názvem Top lista nadrealista.
Začátkem 90. let se stal závislým na drogách. Několikrát se bezúspěšně léčil. V roce 1992 se přestěhoval do Bělehradu kvůli válečnému konfliktu v bývalé Jugoslávii. Tam hrál ve filmu Emira Kusturici Podzemí. Po válce se přestěhoval do Banja Luky a tam byl jedním ze zakladatelů fondu Kultura Republiky srbské. Pak se odstěhoval do Slovinska k přítelkyni, se kterou žil několik posledních měsíců; volný čas trávil u koní. 31. května 1999 ve městě Novo Mesto spáchal sebevraždu.